# A Stranger on Earth
A Stranger on Earth — студийный альбом американской певицы Дины Вашингтон, выпущенный на лейбле Roulette Records в 1964 году после её смерти. Альбом содержит неизданный материал певицы, записанный с продюсером Генри Гловером и аранжировщиком Фредом Норманом.

## Отзывы критиков
| Оценки критиков | Оценки критиков |
| Источник        | Оценка          |
| --------------- | --------------- |
| AllMusic        | [ 2 ]           |

Рецензент журнала Billboard написал: «Этот альбом наполнен её великолепной дикцией, проникновенным набором женской печали с твёрдым сердцем. В этих песнях ничего не подходит леди, но леди, которая их поёт, всё делает правильно».
Рон Уинн из AllMusic: «Блестящий альбом середины 60-х, который был именно тем, что Вашингтон хотела делать: поп-композиции и продюсирование, проникновенная подача и выступления. Заглавный трек альбома является одним из самых трогательных, а все остальные подтвердило её место среди величайших вокалистов в любом стиле».

## Список композиций
1. «A Stranger on Earth» (Рик Уорд, Сид Феллер) — 3:09
2. «The Blues Ain’t Nothin' But a Woman Cryin for Her Man» (Дж. Майо Уильямс) — 3:46
3. «Drown in My Own Tears» (Генри Гловер) — 2:32
4. «It’s a Mean Old Man’s World» (Дина Вашингтон, Лерой Киркланд, Перл Вудс) — 2:50
5. «Nobody Knows How I Feel This Morning» (Перл Делани, Пол Делани) — 8:39
6. «Me and My Gin» (Гарри Берк) — 3:05
7. «The Man That Got Away» (Гарольд Арлен, Айра Гершвин) — 3:30
8. «Soulville» (Тутс Тернер) — 2:16
9. «Do Nothin' Til You Hear from Me» (Боб Расселл, Дюк Эллингтон) — 2:16
10. «You’ve Been a Good Old Wagon» (Джон Генри) — 3:50

## Участники записи
- Аранжировка — Фред Норман
- Вокал — Дина Вашингтон
- Продюсер — Генри Гловер

## Чарты
| Чарт (1964)              | Высшая позиция |
| ------------------------ | -------------- |
| США (Billboard Top LP’s) | 130            |